# Majd Mardo
Pour les articles homonymes, voir Mardo.
 (février 2019).
Si vous disposez d'ouvrages ou d'articles de référence ou si vous connaissez des sites web de qualité traitant du thème abordé ici, merci de compléter l'article en donnant les références utiles à sa vérifiabilité et en les liant à la section « Notes et références ».
Majd Mardo, né le 1er juin 1989 à Alep,, est un acteur, réalisateur, producteur et scénariste néerlandais, d'origine syrienne.

## Filmographie

### Acteur

#### Cinéma et téléfilms
- 2007 : Van Speijk : Hamza
- 2009 : Goede tijden, slechte tijden : Vincent
- 2012 : Paul & Vicky : Le jeune Paul
- 2014 : Broeders : Khalid
- 2014 : Onbeperkt : Marcus
- 2015 : Koefnoen Presenteert : Abdel
- 2015 : Overspel (nl) : L'infirmier
- 2015 : Ik geloof dat ik gelukkig ben : Lucas
- 2016 : War Zone : Gummy
- 2017 : Silk Road : Joris Huizinga
- 2017 : Jungle : Benyamin
- 2018 : Just Friends (Gewoon Vrienden) : Yad
- 2019 : Shit Happens : Yunus

### réalisateur, producteur et scénariste
- 2015 : Als ik straks weg ga

## Crédits
- (nl) Cet article est partiellement ou en totalité issu de l’article de Wikipédia en néerlandais intitulé « Majd Mardo » (voir la liste des auteurs).